# Medalha do Jubileu "Em Comemoração ao 100.º Aniversário do Nascimento de Vladimir Ilitch Lenin"
A Medalha do Jubileu "Em Comemoração ao 100.º Aniversário do Nascimento de Vladimir Ilitch Lenin" (em russo:  Медаль «В ознаменование 100-летия со дня рождения Владимира Ильича Ленина») foi uma medalha comemorativa estatal da União Soviética estabelecida por decreto do Presidium do Soviete Supremo em 5 de novembro de 1969 para comemorar o 100.º aniversário do nascimento de Vladimir Lenin. Seu estatuto foi alterado em 18 de julho de 1980 por decreto do Presidium do Soviete Supremo. Foi concedida a membros eminentes da sociedade soviética, à liderança militar e a membros estrangeiros dos movimentos comunistas e trabalhistas internacionais.

## Estatuto da Medalha
A Medalha do Jubileu "Em Comemoração ao 100.º Aniversário do Nascimento de Vladimir Ilitch Lenin" foi criada por decreto do Presidium do Soviete Supremo da URSS em nome das resoluções conjuntas dos escritórios republicanos, territoriais e regionais do Partido, órgãos do governo e sindicatos, ordens do Ministro da Defesa, do Ministro da Administração Interna, do Presidente da Comissão de Segurança do Estado do Conselho de Ministros, dos Comandantes das Forças Armadas da URSS, comandantes de distritos militares, grupos de forças, distritos de defesa aérea e frotas. Foi produzido e concedido sob três denominações oficiais, uma civil, uma militar, a última para premiação a estrangeiros. Cada uma delas se distingue da outra pelos nomes completos da medalha. O prêmio civil foi chamado de Medalha do Jubileu "Pelo Valente Trabalho — Em Comemoração ao 100.º Aniversário do Nascimento de Vladimir Ilitch Lenin" (em russo: «За доблестный труд. В ознаменование 100-летия со дня рождения Владимира Ильича Ленина»), o prêmio militar foi denominado Medalha do Jubileu "Pelo Valor Militar - Em Comemoração ao 100.º Aniversário do Nascimento de Vladimir Ilitch Lenin" (russo: «За воинскую доблесть. В ознаменование 100-летия со дня рождения Владимира Ильича Ленин»), o prêmio para estrangeiros tinha a designação básica da medalha.

### Pelo Valente Trabalho
A Medalha do Jubileu "Pelo Valente Trabalho — Em Comemoração ao 100.º Aniversário do Nascimento de Vladimir Ilitch Lenin" foi concedida a trabalhadores seniores altamente qualificados, agricultores, especialistas da economia nacional, funcionários de instituições públicas e organizações públicas, cientistas e personalidades culturais, que apresentaram os maiores exemplos de trabalho na preparação para o aniversário de Lenin; para àqueles que participaram ativamente da luta pelo estabelecimento do poder soviético, ou pela proteção da pátria, ou que deram uma contribuição significativa ao seu trabalho na construção do socialismo na URSS, que ajudaram o partido a educar os mais jovens geração pelo seu exemplo pessoal e atividades sociais.

### Pelo Valor Militar
A Medalha do Jubileu "Pelo Valor Militar - Em Comemoração ao 100.º Aniversário do Nascimento de Vladimir Ilitch Lenin" foi concedida a soldados do Exército Soviético, marinheiros da Marinha Soviética, Tropas Internas do Ministério de Assuntos Internos, tropas do Comitê de Segurança do Estado do Conselho de Ministros da URSS, que apresentaram excelente desempenho em combate e treinamento político, bons resultados em a gestão e manutenção da prontidão para o combate em preparação para o aniversário de Lenin.

### Para líderes estrangeiros
A (básica) Medalha do Jubileu "Em Comemoração ao 100º Aniversário do Nascimento de Vladimir Ilitch Lenin" foi concedida a líderes estrangeiros do movimento comunista e trabalhista internacional e outros ativistas progressistas no exterior.
A Medalha do Jubileu "Em Comemoração ao 100º Aniversário do Nascimento de Vladimir Ilitch Lenin" é usada no peito esquerdo e quando usada com ordens e medalhas da União Soviética, é colocados acima delas, mas abaixo da medalha "Estrela de Ouro" do Herói da União Soviética e/ou da medalha de ouro "Martelo e Foice" do Herói do Trabalho Socialista, em sua ausência, em seu lugar. Quando não usada, a fita da medalha deve ser localizada imediatamente após a fita da Medalha "Por Trabalho Distinto" na barra de fita. Se usado na presença de ordens ou medalhas da Federação Russa, estas tem preferência.
Cada medalha veio com um atestado de premiação, este atestado vem na forma de um pequeno livreto de papelão de 8 cm por 11 cm com o nome do prêmio, os dados do destinatário e um carimbo oficial e assinatura no interior.

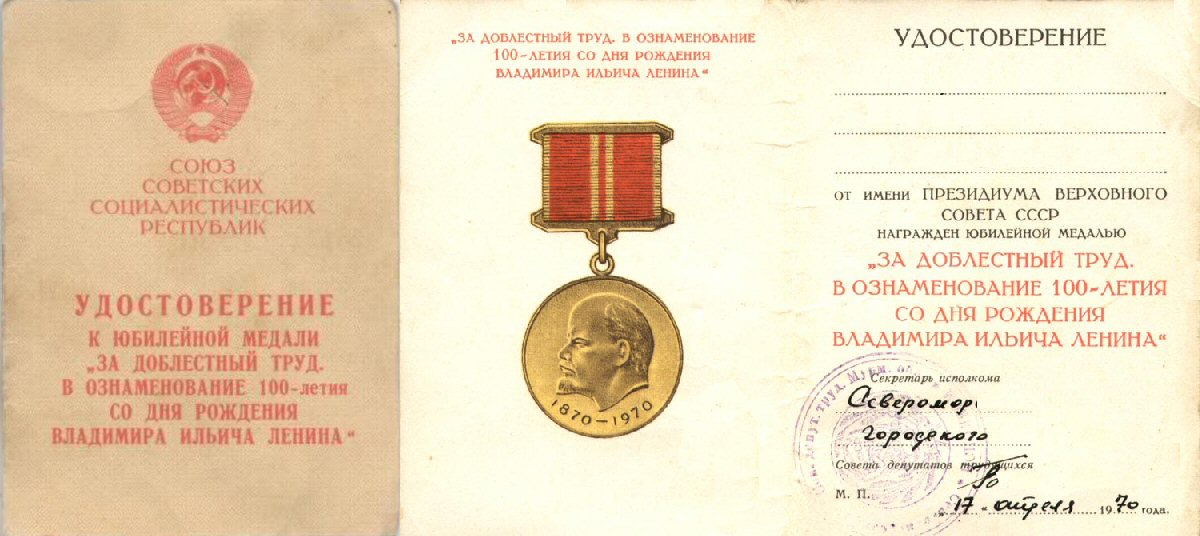
Documento de atestação da Medalha do Jubileu "Pelo Valente Trabalho — Em Comemoração do 100.º Aniversário do Nascimento de Vladimir Ilitch Lenin" (capa e páginas internas)

## Descrição da medalha
A medalha era uma medalha circular de latão de 32 mm de diâmetro. Todas as três variantes, civil, militar e para premiação a estrangeiros, compartilhavam o projeto básico. Em um anverso com acabamento fosco, é polido um relevo do perfil esquerdo de Vladimir Ilitch Lenin sobre as datas em relevo "1870–1970". O reverso trazia em seu centro a inscrição em relevo horizontal em quatro linhas "EM COMEMORAÇÃO AO 100.º ANIVERSÁRIO DE V.I. LENIN" (russo: В ОЗНАМЕНОВАНИЕ 100-ЛЕТИЯ СО ДНЯ РОЖДЕНИЯ В. И. ЛЕНИНА), acima da inscrição, a imagem em relevo do martelo e foice; abaixo da inscrição, a imagem em relevo de uma pequena estrela de cinco pontas. A variante para civis soviéticos também trazia a inscrição em relevo ao longo da circunferência superior da medalha "PARA VALENTE TRABALHO" (ЗА ДОБЛЕСТНЫЙ ТРУД). A variante militar trazia a inscrição "PELO VALOR MILITAR" (ЗА ВОИНСКУЮ ДОБЛЕСТЬ) em relevo ao longo da circunferência da parte superior da medalha.
A Medalha do Jubileu "Em Comemoração ao 100.º Aniversário do Nascimento de Vladimir Ilitch Lenin" é presa por um anel através da alça de suspensão da medalha a um pequeno suporte retangular de 29 mm de largura por 25 mm de altura coberto por uma fita moiré de seda vermelha de 24 mm com listras de borda amarela de 2 mm e duas listras centrais amarelas de 1 mm separadas por 2 mm.
| Anverso comum | Reverso "Pelo Valente Trabalho" | Reverso "Pelo Valor Militar" | Reverso para líderes estrangeiros |
| ------------- | ------------------------------- | ---------------------------- | --------------------------------- |
|               |                                 |                              |                                   |

## Recipientes

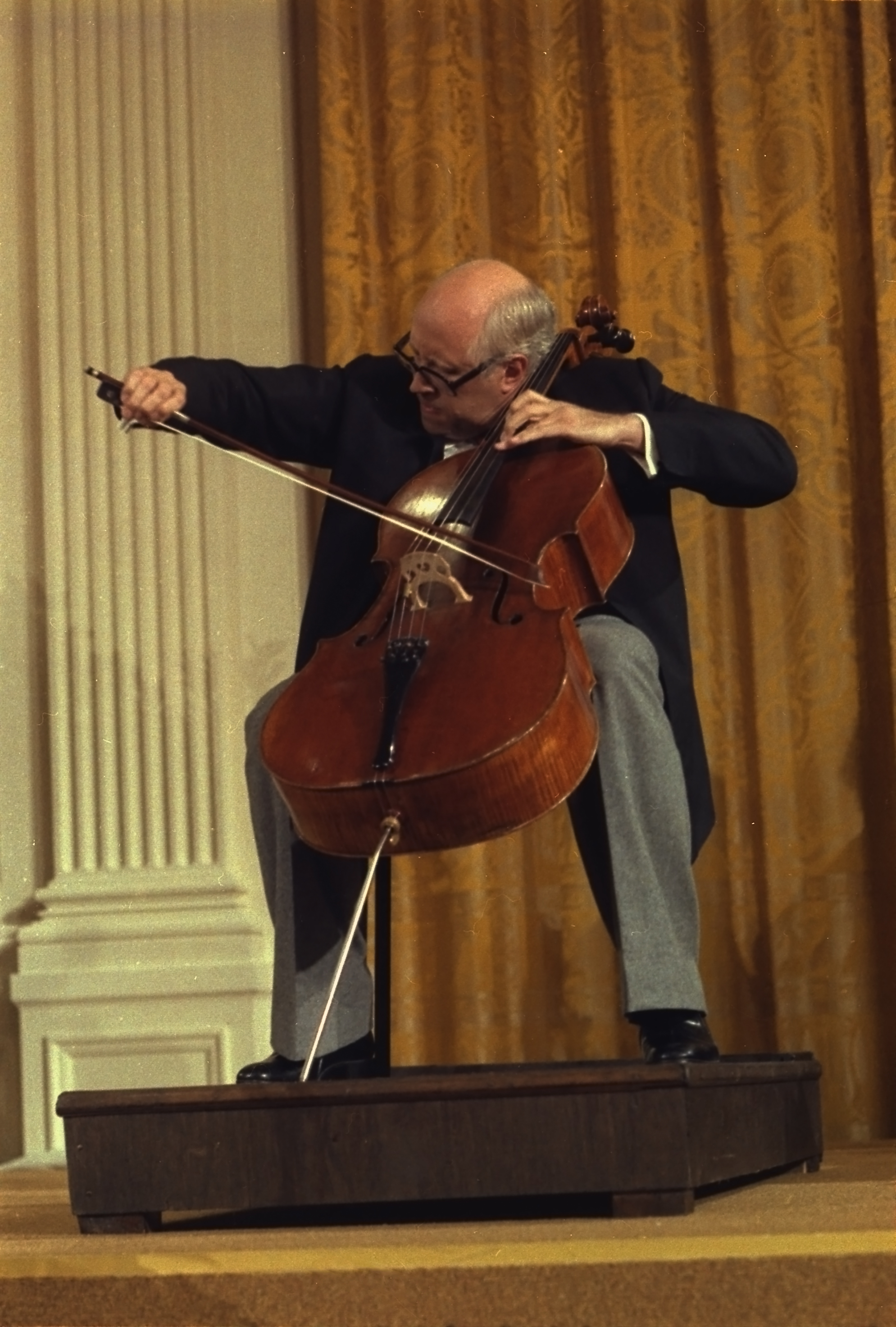
Mstislav Rostropovitch, um recipiente da Medalha do Jubileu "Pelo Valente Trabalho em Comemoração ao 100.º Aniversário do Nascimento de Vladimir Ilitch Lenin"

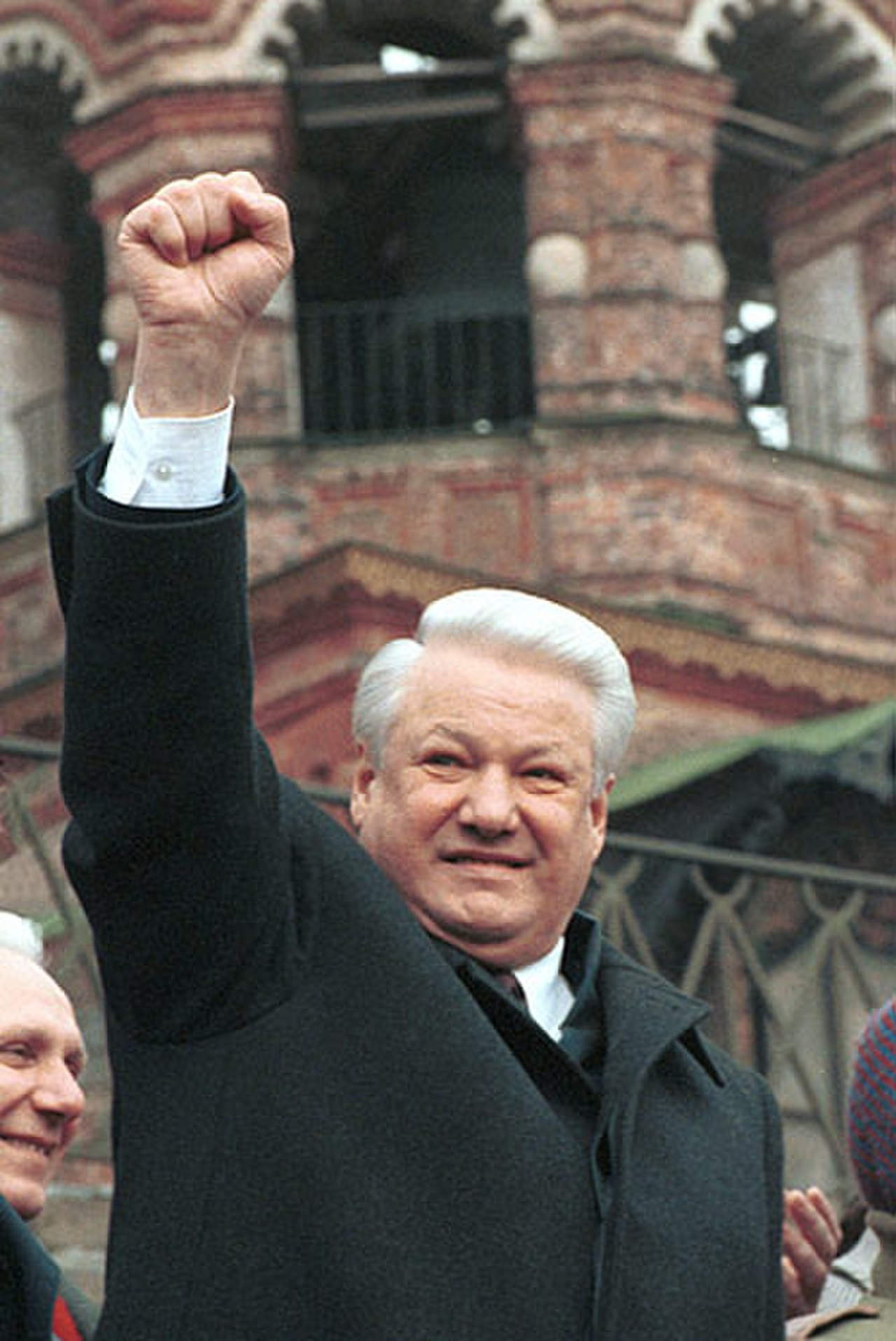
Boris Iéltsin, um recipiente da Medalha do Jubileu "Pelo Valente Trabalho em Comemoração ao 100.º Aniversário do Nascimento de Vladimir Ilitch Lenin"

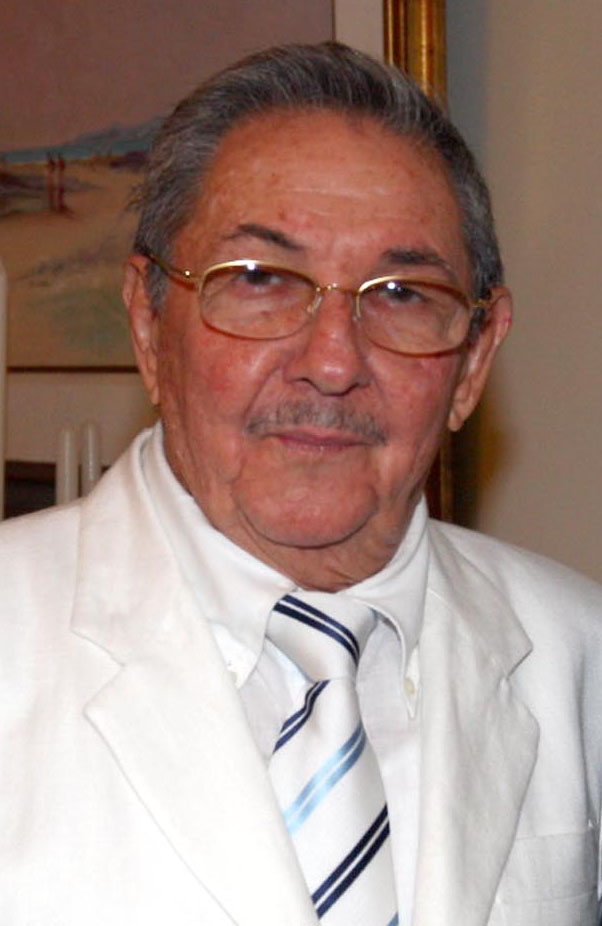
O presidente cubano Raúl Castro, agraciado com a Medalha do Jubileu "Em Comemoração ao 100.º Aniversário do Nascimento de Vladimir Ilitch Lenin" para os estrangeiros

Os indivíduos abaixo foram todos recipientes da Medalha do Jubileu "Em Comemoração do 100.º Aniversário do Nascimento de Vladimir Ilitch Lenin"

### Recipientes soviéticos "Pelo Valente Trabalho"
- Violoncelista e maestro Mstislav Rostropovitch
- Físico Aleksandr Prokhorov
- Empresário, político e estadista Viktor Chernomyrdinn
- Político e estadista Mikhail Fradkov
- Poeta Rimma Fyodorovna Kazakova
- Cosmonauta Vitaly Ivanovich Sevastyanov
- Piloto de testes Vladimir Ilyushin
- Cirurgião Grigory Sarkisovich Grigoryants
- Político Vladimir Dolgikh
- Cantora de ópera mezzo-soprano Zara Aleksandrova Dolukhanova
- Político e economista Sopubek Begaliev
- Atriz Elina Bystritskaya
- Político Kamil Iskhakov
- Cosmonauta Aleksei Stanislavovich Yeliseyev
- Bailarina Olga Vasiliyevna Lepeshinskaya
- Compositor e pianista tártaro Röstäm Möxämmätxaci ulı Yaxin
- Linguista e filólogo georgiano Akaki Gavrilovich Shanidze
- Primeiro presidente da Federação Russa, Boris Nikolayevich Yeltsin
- Cientista de foguetes Peter Dmitrievich Grushin
- Cineasta Marlen Martynovich Khutsiev
- Artista georgiano Irakli Moiseevich Toidze

### Recipientes soviéticos "Pelo Valor Militar"
- Marechal da União Soviética Gueorgui Júkov
- Atirador de elite capitão Vasily Zaytsev
- Marechal da União Soviética e Ministro da Defesa Dmitri Feodorovich Ustinov
- Piloto de caça Ás da Aviação e marechal de aviação Alexander Pokryshkin
- Marechal da União Soviética Vassili Chuikov
- Marechal da União Soviética Aleksandr Vasilevsky
- Marechal da União Soviética Ivan Yakubovski
- Marechal da União Soviética Ivan Konev
- Marshal of the Soviet Union Piort Koshevoi
- Almirante Vladimir Tributs
- Marechal da União Soviética Semyon Mikhailovich Budyonny
- Ex-Ministro do Interior russo, Viktor Fyodorovich Yerin
- Especialista em balística, Coronel Ivan Fedorovich Ladiga
- Tenente-coronel Polina Vladimirovna Gelmann
- Almirante da Frota da União Soviética Alexei Ivanovich Sorokin

### Recipientes estrangeiros
- General e depois Presidente Wojciech Jaruzelski (Polônia)
- General Stanislav Poplavski (República Popular da Polónia)
- Político e revolucionário Raúl Castro (Cuba)
- Político e Ministro da Segurança do Estado Erich Mielke (Alemanha Oriental)
- Político e Primeiro Secretário do Partido Walter Ulbricht (Alemanha Oriental)
- General e Ministro da Defesa Heinz Kessler (Alemanha Oriental)
- Ativista política, estudiosa e autora Angela Davis (USA)